# Heizmannia taiwanensis
Heizmannia taiwanensis är en tvåvingeart som beskrevs av Lien 1968. Heizmannia taiwanensis ingår i släktet Heizmannia och familjen stickmyggor.
Artens utbredningsområde är Taiwan. Inga underarter finns listade i Catalogue of Life.